# Maoyuu Maou Yuusha
Maoyuu Maou Yuusha (яп. まおゆう魔王勇者) — ранобэ Мамарэ Тоно, публикуемое с 2010 года. На данный момент выходят 3 манга-адаптации ранобэ в различных журналах. В 2012 году была анонсирована аниме-адаптация. Показ начался с 5 января 2013 года.

## Сюжет
Между людьми и демонами идёт затяжная война. В это время человеческий Герой проникает в замок Королевы демонов и бросает ей вызов. Однако перед боем королева хочет, чтобы Герой выслушал её аргументы. Согласно её исследованиям война позволила людям сплотиться против общего врага. После того, как богатые страны поделились ресурсами с бедными, смертность от голода и болезней резко снизилась. В итоге с начала войны население не снизилось, а наоборот, увеличилось. Более того, экономика стала тесно связана с военными действиями, и окончание войны погрузит общество в хаос. Схожая ситуация наблюдается и у демонов. Поэтому даже если одна из сторон и победит, вскоре начнется новая война. Однако, у Королевы есть план как сделать мир возможным. Ради этого она предлагает Герою встать на её сторону, взяв в качестве платы её саму. Несмотря на то, что руки Героя в этом случае не останутся незапятнанными, он соглашается на предложение Королевы.

## Персонажи
- Герой (яп. 勇者 Ю:ся) — главный персонаж. Был послан против Королевы демонов, но, вняв её аргументам, перешёл на её сторону. В мире демонов скрывается под именем Чёрный рыцарь (яп. 黒騎士 Курокиси). Девственник, на что постоянно указывает Волшебница. Влюблен в Королеву Демонов. Сэйю — Дзюн Фукуяма.
- Королева демонов (яп. 魔王 Мао:, букв. «дьявол») — главная героиня. Королева демонов, в обмен на себя саму заключившая союз с Героем. Мастер бухгалтерской отчётности, но никудышная повариха. Прибыв в мир людей, обосновалась в деревне Фуюгоси Нации Зимы под именем Алый учёный (яп. 紅の学士 Курэнай-но Гакуси). Занимается сельскохозяйственной реформой, проводит внедрение новых культур, а также обучает экономике. Дух прошлого Короля овладевает её телом при подтверждении статуса владыки Демонов второй раз, но Герой спасает её, произнося их общую клятву. Влюблена в Героя. Сэйю — Ами Косимидзу.
- Главная горничная (яп. メイド長 Мэйдо-тё:) — горничная из числа родственниц Королевы демонов, приставленная к ней с самого её рождения. По собственному заявлению, может выполнить любую просьбу своей госпожи, начиная со стирки или готовки, и заканчивая работой телохранителем или командованием войсками. Сэйю — Тива Сайто.
- Старшая сестра-горничная (яп. メイド姉 Мэйдо-анэ) — старшая из двух беглых крепостных, которых наняла главная горничная. С её разрешения обучается у Королевы демонов. С помощью магического кольца, подаренного Королевой демонов, принимала её облик время от времени, в том числе тогда, когда Церковь Святого духа объявила Багровую ученую богохульницей и арестовала её. Сэйю — Харука Томацу.
- Младшая сестра-горничная (яп. メイド妹 Мэйдо-имо:то) — младшая из двух беглых крепостных, которых наняла главная горничная. Любит растягивать слова и поесть. Превосходно готовит. Сэйю — Нао Тояма.
- Леди Рыцарь (яп. 女騎士 Онна-киси) — бывшая напарница Героя, ныне — аббатиса Ордена Озёрного Брега. Как представительница Ордена, помогает Королеве демонов во внедрении новых сельскохозяйственных культур, а также даёт уроки фехтования. Отлично ладит с детьми. Неравнодушна к Герою. Сэйю — Миюки Савасиро.
- Дворецкий (яп. 執事 Сицудзи) — бывший напарник Героя, ныне — дворецкий на службе у Принца Нации Зимы. В ходе похода его звали Старым лучником. Извращенец. Сэйю — Бандзё Гинга.
- Волшебница (яп. 女魔法使い Онна-Махо:цукай) — бывшая напарница Героя. Сразу после того, как прозвучала новость о смертельной битве между Героем и Королевой Демонов, отправилась искать его в мире демонов. Также, как и Леди Рыцарь, неравнодушна к Герою. Сэйю — Мисато Фукуэн.
- Молодой купец (яп. 青年商人 Сэйнэн Сёнин) — член «Союза купцов». Купил права на компас, изобретённый Королевой демонов. Сделал ей предложение руки и сердца, на что сразу получил отказ, но несмотря на это, продолжает сотрудничать с Королевой демонов. Использовав влияние в Союзе купцов, начал серию экономических сделок, подорвавших экономику Центральных наций, постоянно обогащавшихся за счет остальных земель. Сэйю — Хироси Камия.
- Принц Нации Зимы (яп. 冬の王子 Фую но О:дзи) — член королевской семьи Нации Зимы. После смерти своего отца в ходе первой битвы у острова Авроры, унаследовал титул Одинокого Короля Нации Зимы (яп. 冬寂王 То:дзяку О:). После удачного второго похода на остров Авроры, вместе с Королём Нации Железа и Королевой Нации Льда, основал Союз Южных Государств. Сэйю — Хиракава Дайсукэ.

## Аниме
| 01 | "Становись моим, Герой!" "Отказываюсь!" «"Kono mono to nare, Yuusha yo" "Kotowaru!"» (「この我のものとなれ、勇者よ」「断る!」) | 4 января 2013 года  |
| После своего долгого путешествия по землям Мира Демонов, Герой приходит в Замок, где встречает Королеву Демонов. Она предлагает Герою встать на свою сторону, и хоть Он поначалу сопротивляется, Королева уговаривает Его пойти на сделку. | |                     |
| 02 | Сделайте нас людьми! «Watashitachi wo Ningen ni shite kudasai!» (わたしたちをニンゲンにしてください!)                          | 11 января 2013 года |
| Королева Демонов и Герой приходят в деревню Фуюгоси нации Зимы и обосновываются в особняке, приобретённом Главгорничной. Тогда же там появляются двое беглых крепостных, которых Главгорничная берёт себе в помощницы.                     | |                     |

### Музыкальное сопровождение
Открывающая композиция аниме
- YOHKO — Mukai Kaze (яп. 向かい風 «Встречный ветер»)

Закрывающая композиция аниме
- Акино Арай — Unknown Vision